# Sikorsky S-29-A
Sikorsky S-29-A — дводвигунний біплан-авіалайнером, який вперше піднявся у повітря у 1924. Це був перший літальний апарат піонера авіації Ігоря Сікорського, який він розробив і побудував після переїзду до США, тому суфікс "-A" значить "Америка".  Пілот та механік сиділи у відкритій кабіні між верхнім крилом і хвостом, у той час як 16 пасажирів розташовувалися у обтічному фюзеляжі.
Через те, що авіаіндустрія в США лише почала розвиватися у той час, S-29 не вдалося зацікавити користувачів як сподівався Сікорський.  Врешті-решт літак продали, однак, і мав різну кар'єру в області мерчандайзингу (Curlee Clothing), а також виступав в ролі літаючого сигарного магазину (серед інших ролей) .
Після придбання у 1929 році Рокко Тернером, він виконав роль бомбардувальника Гота у голлівудському фільмі Говарада Г'юза Ангели пекла. S-29-A розбився під час зйомок і не підлягав відновленню.

## Технічні характеристики

### Основні характеристики
- Екіпаж: два, пілот та механік
- Пасажиромісткість: до 16 пасажирів
- Довжина: 15,19 м
- Розмах крил: 21,04 м
- Двигун: 2x двигуна Liberty, 400 к.с. (298 кВт) кожний

### Льотні характеристики
- Максимальна швидкість: 207 км/год